# Cirsium tolucanum
Cirsium tolucanum là một loài thực vật có hoa trong họ Cúc. Loài này được (B.L.Rob. & Seaton) Petr. mô tả khoa học đầu tiên năm 1910.